# La Côte
För andra betydelser, se La Côte (olika betydelser).
La Côte är en kommun i departementet Haute-Saône i regionen Bourgogne-Franche-Comté i östra Frankrike. Kommunen ligger i kantonen Lure-Nord som tillhör arrondissementet Lure. År 2022 hade La Côte 526 invånare.

## Befolkningsutveckling
Antalet invånare i kommunen La Côte
| Referens: INSEE |